# Раймондс Вейоніс
Раймондс Вейоніс (латис. Raimonds Vējonis; нар. 15 червня 1966) — латвійський державний діяч, 9-й Президент Латвії у 2015—2019 роках. За фахом біолог. До обрання на найвищу посаду — міністр оборони Латвії. Впродовж багатьох років очолював міністерство навколишнього середовища та міністерство регіонального розвитку.

## Біографія
Народився у родині латвійця, офіцера армії СРСР, та росіянки, мешканки Псковської області РРФСР. Юність провів біля міста Мадона, Латвія.
Після закінчення Латвійського державного університету у Ризі — шкільний вчитель у місті Мадона. Член Партії зелених з 1990. Депутат від цієї партії Мадонської міської думи (1990—1993), а також депутат 9-го, 10-го Сейму Латвії. Продовжив освіту у вищих навчальних закладах Тампере і Таллінна.
2002 — Міністр регіонального розвитку. Після перетворення міністерства у департамент, став міністром довкілля, працював у різних урядах аж до 2011. 2014 призначений на посаду Міністра оборони.

### Обрання Президентом
3 червня 2015 обраний президентом Латвії на голосуванні у Сеймі. Рішення прийнято 55 голосами депутатів із 99-ти. На президентський пост претендували четверо кандидатів. Для визначення переможця знадобилося п'ять раундів, оскільки в першому раунді абсолютної більшості голосів зібрати не зумів ніхто, й надалі кандидати вибували по одному: Еґілс Левітс, Мартіньш Бондарс, Серґей Долгополов.
Вейоніс став другим в історії Латвії Президентом із базовим фахом біолога (крім нього — Аугустс Кірхенштейнс).

### Нагороди
- Орден князя Ярослава Мудрого I ст. (Україна, 22 листопада 2018) — за вагомий особистий внесок у зміцнення українсько-латвійських міждержавних відносин[5].

### Особисте життя
Одружений, має двох дітей. Латиська мова — рідна, відмінно володіє російською і добре — англійською мовами.
За віросповіданням — язичник (прихильник місцевої традиції).